# Ligumia recta
Ligumia recta é uma espécie de bivalve da família Unionidae.
É endémica dos Estados Unidos.